# Greg McLean
Greg McLean est un réalisateur, producteur et scénariste australien. 

## Biographie
Greg McLean commence sa carrière de metteur en scène avec deux courts métrages. 
Le premier, Plead, remporta le Golden Award de l'Australian Cinematographers Society (ACS) et le second, ICQ, qui lui valut le prix du meilleur réalisateur au New York International Independent Film and Video Festival.
Il a ensuite réalisé le film Wolf Creek en 2005 qui fait partie de la sélection de la Quinzaine des réalisateurs, section parallèle du Festival de Cannes, et a été présenté lors du Festival de Sundance. Puis vient Solitaire en 2008, financé par la société Weinstein Company (à la suite du succès de son précédent long métrage) qui lui permett de travailler avec les acteurs Michael Vartan et Radha Mitchell.

## Filmographie

### Cinéma
- 2001 : ICQ (court métrage)
- 2005 : Wolf Creek
- 2007 : Solitaire (Rogue) (Eaux troubles en DVD)
- 2013 : Wolf Creek 2 (également coproducteur et coscénariste)
- 2016 : The Darkness
- 2016 : The Belko Experiment
- 2017 : Jungle

### Télévision / plateforme
- 2016 : Wolf Creek (mini-série TV)
- 2020 : The Gloaming (série, 4 épisodes)
- 2020 : Bloom (série, 3 épisodes)
- 2021 : Jack Irish (série, 4 épisodes)
- 2024 : Territory (série, 6 épisodes)